# Balaenotus insignis
Espèce
Balaenotus insignis est une espèce éteint de cétacés de la famille des Balaenidae et qui a vécu pendant le Cénozoïque, lors du Quaternaire et du Néogène. C'est l'espèce type du genre Balaenotus.

## Systématique
L'espèce Balaenotus insignis a été décrite en 1872 par le zoologiste belge Pierre-Joseph Van Beneden (1809-1894),.

## Présentation
Ses restes fossiles ont été mis au jour en Belgique (Pliocène) et au Royaume-Uni (Quaternaire).

## Publication originale
- P.-J. van Beneden, « Les Baleines fossiles d'Anvers », Bulletins de l'Académie royale des sciences, des lettres et des beaux-arts de Belgique., Bruxelles, vol. 34,‎ 1872, p. 6-23 (ISSN 0770-7509, OCLC 1589466 et 472187722, lire en ligne).